# Felhő Ervin
Felhő Ervin (Detta, 1894. november 4. – Auschwitz, 1944.) színész, színházigazgató, színházi rendező, író, színházalapító.

## Életpályája
Temesváron érettségizett. Ezután a Színművészeti Akadémia előadásait hallgatta. 1919-ben kezdődött színészi, színházszervezői munkássága Temesváron Sebestyén Géza társulatában. 1920-ban a kolozsvári színház tagja volt. 1922-ben Baróti Jenő bánffyhunyadi társulaátban szerepelt. 1923-ban Kovács Imre társulatában volt látható. Ezután Erdély területén játszott és rendezett különböző társulatokban. 1930-ban Aradra szerződött, és kisebb megszakításokkal itt dolgozott 1940-ig. Mészáros Bélával 1939. őszén kamaraszínházat hozott létre Aradon, s megteremtették ennek működési feltételeit. A bécsi döntés (1938) után Nagyváradra költözött, innen vitték el Auschwitzba, ahonnan nem tért vissza.

## Színházi szerepei
- Kálmán Imre: Marica grófnő – Báró Zsupán
- Kálmán Imre: Csárdáskirálynő – Bóni
- Szirmai Albert: Mágnás Miska – Mágnás Miska

## Művei
- Bohém-élet (emlékirat, Nagyvárad, 1942)